# Nadleśnictwo Węgliniec
Nadleśnictwo Węgliniec – Nadleśnictwo będące częścią Regionalnej Dyrekcji Lasów Państwowych we Wrocławiu, z siedzibą we Wrocławiu.
Nadleśnictwo ma siedzibę w Węglińcu.

## Położenie
Nadleśnictwo leży na terenie 2 powiatów Zgorzeleckiego i Bolesławieckiego, i na terenie 4 gmin, Węgliniec, Pieńsk, Nowogrodziec i Osiecznica.
Nadleśnictwo Węgliniec graniczy z 4 nadleśnictwami: od północy z Nadleśnictwem Ruszów i Świętoszów, od wschodu z Nadleśnictwem Bolesławiec, a od południa i zachodu, z Nadleśnictwem Pieńsk
Przez Nadleśnictwo Węgliniec przepływają 3 rzeki: Kwisa, Czerna Mała i Czerna Wielka.
Na terenie nadleśnictwa znajdują się 3 wzgórza:
| Wzniesienie     | Wysokość     |
| --------------- | ------------ |
| Czartowska Góra | 247 m n.p.m. |
| Dębniak         | 238 m n.p.m. |
| Leśna Góra      | 236 m n.p.m. |

## Historia
W 1854 roku powierzchnia nadleśnictwa Węgliniec wynosiła 10 084 m², było to wtedy 2 największe nadleśnictwo w puszczy Bolesławiecko-Zgorzeleckiej. Do roku 1850 dzisiejszy obręb Osiecznica razem z dzisiejszym obrębem Ławszowa, (częścią dzisiejszego nadleśnictwa Świętoszów) tworzyły razem niemieckie nadleśnictwo Wehrauer (Dzisiejsza siedziba w obecnej Osiecznicy) po roku 1850 postanowione je podzielić na dwa nadleśnictwa: Wehrauer Oberheide (Osiecznica Górna) i Wehrauer Niederheide (Osiecznica Dolna).Obydwa nadleśnictwa były własnością grafa Solms i były objęte wspólnym planem gospodarczym, który zakładał rębne użytkowanie, w ilości 23 900 ha, i pobór masy w użytkowaniu podrębnym, w wysokości 4900 ha. Założenia te były przestrzegane do roku 1924. Po roku 1945 z nadleśnictwa Wehrauer Oberheide postanowiono przemianować na nadleśnictwo Lisek, do którego przyłączono lasy majątku Parowa (Tiefenfurt), lasy fabryczne Zebrzydowa i lasy książęce Czerna (Tschirne). Nadleśniczym nadleśnictwa Lisek został inż. Marian Owczarski, a od dnia 1 listopada 1951 roku nadleśniczym został Władysław Meissner.Z przemianą administracyjnego podziału państwa, ówczesne nadleśnictwa Węgliniec i Lisek przeszły z Zielonogórskiego rejestru lasów, do Rejonu lasów państwowych we Wrocławiu, przy czym nadleśnictwo Lisek należało do Biura zespołu nadleśnictw w Bolesławcu, a Nadleśnictwo Węgliniec, do Biura zespołu nadleśnictw w Lubaniu. W 1958 zmieniono nazwę nadleśnictwa Lisek na nadleśnictwo Osiecznica. A z nadleśnictwa Wehrauer Niederheide, powstało nadleśnictwo Ławszowa. W latach 1948–1950 brudnica mniszka zniszczyła drzewostan świerkowy i dolnego piętra świerkowego w drzewostanach sosnowych. (Podobne zdarzenie miało miejsce w latach 1993−1994, ale udało się ją zwalczyć na terenie dwóch okręgów, na powierzchni 5780 ha ). W dniu 23 kwietnia 1964 doszło do katastrofy. Przez iskrę z parowozu spłoneło 900 ha lasu, w bezpośrednim sąsiedztwie Węglinca. Dnia 1 października 1970 postanowiono połączyć nadleśnictwa Osiecznica i Ławszowa w jedno Nadleśnictwo, Osiecznica z powierzchnią 16 643,31 m². W 1971 roku zlikwidowane nadleśnictwo Lubań śląski włączono do nadleśnictwa Węgliniec, a w 1979, włączono nadleśnictwo Węgliniec do nadleśnictwa Pieńsk, a obręb Lubań śląski włączono do nadleśnictwa Świeradów, ale dzięki determinacji załogi nadleśnictwa, i nadleśniczego Bronisława Lichorada, cofnięto decyzję, i nadleśnictwa Węgliniec znów istniało, a w 1981 przyłączono obręb Osiecznica, i nadleśnictwo Węgliniec zyskało obecny kształt. Obecnie Nadleśnictwo Węgliniec ma powierzchnię 17 621,22 ha.

## Podział
W skład Nadleśnictwa wchodzą 2 Obręby (Węgliniec i Osiecznica) i 11 leśnictw:
| Węgliniec      | Osiecznica |
| -------------- | ---------- |
| Krucze Gniazdo | Parowa     |
| Czerwona Woda  | Osiecznica |
| Węglowiec      | Lisek      |
| Stawiska       | Czerna     |
| Ołobok         | Zebrzydowa |
| Gaje           |            |